# Центральнокаталанский диалект каталанского языка
Центральнокаталанский диалект каталанского языка или центральный диалект каталанского языка (кат. català oriental central или кат. català central) — диалект восточной и южной части Каталонии, который стал основой для литературного каталанского языка.
Является частью восточных диалектов этого языка, которые распространены на территории Каталонии (вся провинция Барселона, восток провинции Таррагона и большая часть провинции Жирона), Восточных Пиренеев, Балеарских островов и города Альгеро на острове Сардиния

## Субдиалекты
Среди субдиалектов каталанского языка выделяют:
- Таррагонесский субдиалект (кат. tarragoní), имеет определённые черты, общие с северо-западным диалектом
- Северокаталанский переходный (кат. septentrional de transició), имеет некоторые черты, общие с русильонским или северокаталанским диалектом
- Барселонский субдиалект (кат. barceloní), распространён в Барселоне и окружающей местности
- Шипелья (кат. xipella), распространён в Саррали, Соливелье, Бланкафорте, Пире, Барбера-де-ла-Конке и Рокафорт-де-Керальте
- Субдиалект салат (кат. parlar salat), распространенный на побережье Коста-Бравы

Кроме того, в Барселоне выделяют ещё несколько социолектов (кат.шава, кат.ультра, кат.бледа)
Центральнокаталанский диалект, хотя и не значительно, но отличается от литературного каталанского языка — языка СМИ и образования Каталонии. Несмотря на эту разницу, каталаноязычные из всех каталанских земель считают именно этот диалект наиболее приближенным к литературной норме

## Основные черты
Главными чертами центральнокаталанского диалекта является произношение нейтрального [ə] как [a], [β] — обычно как [b] (в субдиалекте салат иногда произносится [v], особенно в формах слова anar — «идти»). Льезоны гласных более многочисленны, чем в литературном языке, не произносятся не только похожие гласные, но иногда и разные (va dir el pare по-литературному произносится как [βə di əł 'paɾə], диалектное произношение — [βa dił 'paɾa]), группа -ble произносится как [b:ła], а в субдиалекте салат — как [pła], между гласными появляются дополнительные согласные (на литературном слово «никому» выглядит как a ningú, в диалекте — ana ningú), не произносится начальное f- (ferma произносится как ['eɾma]).
Произношение некоторых слов отличается от нормативного (варианты numés / dumés — «только», mé / més / méj — «наи-» [как в словах «наибольший», «наилучший»], on — «где» — читается как ón / ónta / auón), употребляются разговорные варианты для построения предложения (ell li va dir al seu pare, дословно: «он ему, сказал отцу», вместо нормативного ell va dir al seu pare, дословно: «он сказал отцу»), множественное число некоторых слов формируется не по правилам (литературное boscs, «леса», в диалекте — boscos)

## Образец текста
Ниже приведёны варианты Притчи о блудном сыне (Евангелие от Луки, Новый Завет)
Текст литературным языком
Un home només tenia dos fills. El més jove va dir al seu pare: «Ja és hora que sigui el meu propi amo i que tingui cèntims; me n’he [me n’haig] d’anar a veure món. Partiu la vostra herència i doneu-me el que em toqui». «Ai, fill meu», va dir el pare, «com vulguis; ets un dolent i Déu et castigarà». I després va obrir un calaix, va partir la seva herència i va fer-ne [en va fer] dues parts. Al cap d’uns quants dies, el dolent se’n va anar del poble molt tibat i sense dir adéu a ningú. Va travessar molta terra ferma, molts boscs i molts rius, i va arribar a una gran ciutat on [a on] va gastar tots els cèntims.
Дословный перевод с каталанского
Жил себе человек, у которого было два сына. Младший сказал отцу: «Пора мне идти за своей судьбой и заработать денег, я должен пойти посмотреть мир. Подели имущество и дай мне причитающуюся часть». «Сын мой — сказал отец — поступай как хочешь, ты — нехороший человек, и Бог тебя накажет». После этого он открыл ящик и разделил все, что имел, на две части. Через несколько дней его недобрый сын очень довольный покинул посёлок и не попрощался ни с кем. Он странствовал по пустынным землям, лесам и рекам и пришёл в большой город, где он потратил все свои деньги
Центральнокаталанский диалект
Un hòma numés/dumés tania dós fills. Al mé[j] jóba li ba di al/anal séu para: «Ia (é)[z] hòra ca sigui’l méu pròpi amu i ca tingui cèntims; ma n’hé [ma n’haig] d’anà (a) bèura món. Partiu la bòstra harència i dunèu-ma’l ca'm tòqui». «Ai, fill méu», ba dí'l para, «còm bulguis; ét[z] un dulén i Déu at castigarà». I dasprés ba ubrí un cala(i)x, ba partí la séba harència i an ba fé dós/dugas par(t)s. Al cap d’un(s) quan(t)s dias, al dulén sa'n ba 'nà dal pòbbla mól tibat i sénsa dí adéu a/ana ningú. Ba trabassà molta tèrra èrma, mól(s) bòscu[z] i mól(s) rius, i ba (a)rribà a/an una gran ciutat ón/ónta/auón ba gastà tót[z] als [tót al] cèntims.
Субдиалект салат (комарка Баш-Эмпорда)
Un homa numés/dumés tania dos fils. Al [as] més joba ba dil’li’n [li va di'n] al seu para: «jès hora (de) ca sigui’l[sigui’s] meu propi amu i ca tingui cèntims; me n’he [me n’haig] d’anà beura món. Partexi la seua’réncia i me’n dongui (dongui-me’n) lu ca ma (el cam, lu cam) toqui». «Ai, fill meu», ba dil’li’l (dil’li’s) para, com vulguis; ets un dulén i Déu ta castigarà. I dasprés ba ubrí un calax i ba partí la seu'aréncia i na va fé [va fen'na] dugues parts. Al cap d’uns cons dias al dulen va nas’san [s’an va ana] del popla mol tibat i sensa dil’li adéu a ningú. Ba trabassá molta terr'erma mols de boscus i mols de rius, i ba’rribà'nuna gran ciutat anunta (unta) se va gasta tots el (es) cèntims.
Артикль «салат» (es, sa, ‘s) в зоне распространения субдиалекта салат может и не употребляться